# 馬約爾島

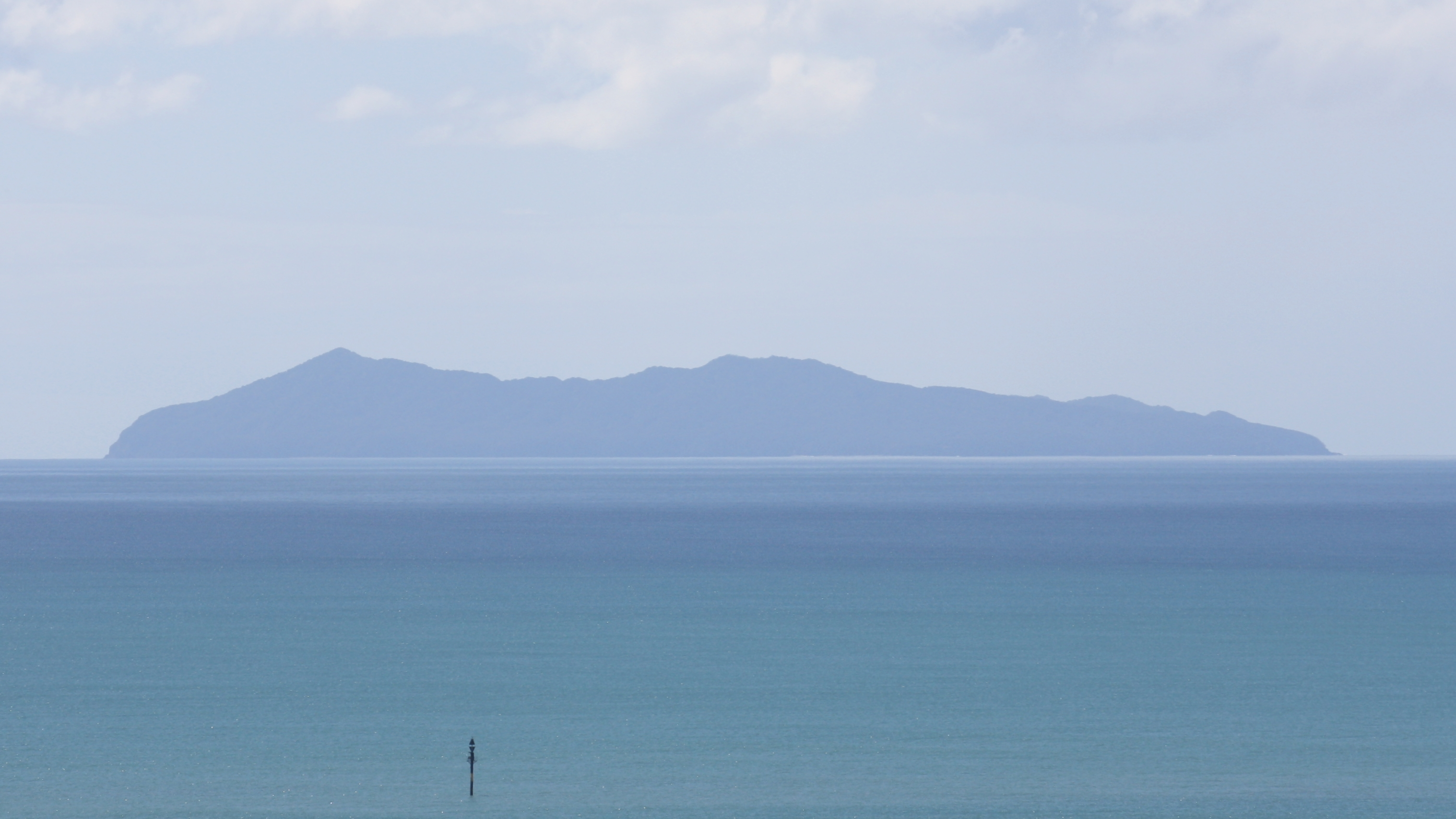

馬約爾島是新西蘭的火山島，位於北島的豐盛灣對開海域，距離陶朗加35公里，面積13平方公里，最高點海拔高度355米，最近一次火山噴發在公元前4390年左右發生，島上無人居住。

## 外部連結
- Volcanic hazards at Mayor Island, by B.F. Houghton, C.J.N. Wilson, S.D. Weaver, M.A. Lanphere, and J. Barclay.
- Global Volcanism Program: Mayor Island（页面存档备份，存于）